# Wesley John
Wesley John, eigentlich John Wesley Pantejo Managbanag (* 2. Oktober 1968 auf den Philippinen; † 11. November 2017 in Glendale, Kalifornien) war ein philippinisch-US-amerikanischer Schauspieler.

## Leben
Wesley John wurde auf den Philippinen geboren. Seit seinem siebten Lebensjahr übte John Schauspielerei und Gesang aus. Im Alter von 16 Jahren verließ er den Inselstaat um Englisch und Schauspiel zu studieren. Ermöglicht wurde dies durch ein Stipendium der Spring Arbor University im US-Bundesland Michigan. Von 1991 bis 1992 besuchte er die American Academy of Dramatic Arts in Los Angeles, die er mit dem Associate Degree verließ.
2002 war er in The Scorpion King als Nebenrolle erstmals in einem Film zu sehen. Im 2005 erschienenen Constantine war er ebenfalls in einer kleinen Rolle zu sehen. Es folgten Auftritte in TV-Serien wie The Unit – Eine Frage der Ehre, Neds ultimativer Schulwahnsinn, Chuck, The Forgotten – Die Wahrheit stirbt nie oder Law & Order: LA. Eine größere Rolle übernahm John in der Daily Soap Reich und Schön. Dort spielte er einen Schiffskapitän in insgesamt vier Episoden. Danach folgten weitere Rollen in TV-Serien wie Common Law oder Black und Low-Budget Spielfilmen.

## Filmografie
- 2002: The Scorpion King
- 2005: Constantine
- 2007: The Unit – Eine Frage der Ehre (Fernsehserie, Episode 2x15)
- 2007: Neds ultimativer Schulwahnsinn (Fernsehserie, zwei Episoden)
- 2009: Chuck (Fernsehserie, Episode 2x14)
- 2010: Twentysixmiles (Fernsehserie, drei Episoden)
- 2010: The Forgotten – Die Wahrheit stirbt nie (Fernsehserie, Episode 1x16)
- 2010: Chuck (Fernsehserie, Episode 1x06)
- 2011: Reich und Schön (Fernsehserie, vier Episoden)
- 2012: Common Law (Fernsehserie, Episode 1x01)
- 2012: Motel 666
- 2012: Dogs of War (Kurzfilm)
- 2013: Dragonfyre (Orc Wars)
- 2013: Black (Fernsehserie, sechs Episoden)
- 2015: Convergence (Fernsehfilm)
- 2017: Tom Clancy’s Ghost Recon Wildlands: War Within the Cartel (Fernsehfilm)
- 2017: Hawaii Five-0 (Fernsehserie, Episode 7x21)

## Einzelnachweis
1. ↑  Facebook: Über Wesley John, abgerufen am 14. März 2018.

| Personendaten    | Personendaten                                     |
| ---------------- | ------------------------------------------------- |
| NAME             | John, Wesley                                      |
| ALTERNATIVNAMEN  | Pantejo Managbanag, John Wesley (wirklicher Name) |
| KURZBESCHREIBUNG | philippinisch-amerikanischer Schauspieler         |
| GEBURTSDATUM     | 2. Oktober 1968                                   |
| GEBURTSORT       | auf den Philippinen                               |
| STERBEDATUM      | 11. November 2017                                 |
| STERBEORT        | Glendale, Kalifornien                             |